# Sesieutes apiculatus
Espèce
Sesieutes apiculatus est une espèce d'araignées aranéomorphes de la famille des Liocranidae.

## Distribution
Cette espèce est endémique de Belitung en Indonésie,.

## Description
Le mâle holotype mesure 5,82 mm et la femelle paratype 5,80 mm.

## Publication originale
- Dankittipakul & Deeleman-Reinhold, 2013 : Delimitation of the spider genus Sesieutes Simon, 1897, with descriptions of five new species from south east Asia (Araneae: Corinnidae). Journal of Natural History, vol. 47, no 3, p. 167-195.